# Boeing X-51
X-51A Waverider — разрабатываемая в США гиперзвуковая крылатая ракета. Разработка ведётся в рамках концепции «быстрого глобального удара», основная цель  — сократить подлётное время высокоточных крылатых ракет.
Согласно проекту, X-51A должна развивать максимальную скорость около 6—7 Мах (6500—7500 км/ч). В ходе первого самостоятельного полёта аппарат должен развить скорость в 4,5 Маха.
Первые испытания ракеты были проведены в 2009 году. Принятие на вооружение было запланировано на 2017 год, однако, на начало июня 2024 года принят не был.

## Разработка
Весной 2007 года прошли испытания двигателя ракеты SJX-61 компании «Pratt & Whitney».
- В середине декабря 2009 года ВВС США провели первые воздушные испытания прототипа X-51A, который провёл в воздухе 1,4 часа будучи подвешенным к специальному креплению на бомбардировщике B-52[3][4]. В ходе полёта проводилась проверка влияния подвешенного аппарата на управляемость самолётом, а также взаимодействия электронных систем X-51A и B-52.
- 26 мая 2010 года состоялся первый полёт ракеты[5][6]. Испытания были признаны условно успешными (программа выполнена на 95 %, но из-за выявленной нестабильности ракеты и перебоев связи была отдана команда на самоуничтожение). Известно, что двигатель проработал около трёх с половиной минут из запланированных пяти, что является на данный момент рекордом длительности полёта летательного аппарата с прямоточным гиперзвуковым воздушно-реактивным двигателем[7][8]. За это время ракета успела разогнаться до 5 махов[7].
- Вторые испытания весной 2011 прошли неудачно — не запустился двигатель разгонной ступени, а потом не отделился разгонный блок. Третьи испытания прошли в августе 2012 также неудачно. На 15 секунде из-за резонанса в корпусе ракеты разблокировался верхний правый руль, на 17 секунде ракета потеряла управление, распалась на части и упала в Тихий океан.
- 1 мая 2013 года США провели успешные испытания ракеты над Тихим океаном[9][10]/ Она была запущена с борта бомбардировщика B-52, вылетевшего с авиабазы «Эдвардс», и достигла высоты 18200 метров, где развила скорость в 5,1 числа Маха. Полёт продолжался в течение шести минут, за которые ракета пролетела расстояние в 426 километров. Этот испытательный полёт оказался наиболее продолжительным и успешным из всех проведённых.

Конечной целью программы X-51A является разработка различных гиперзвуковых систем – включая боевые, а также средства вывода полезной нагрузки в околоземное пространство.